# Sky Soap
Sky Soap – nieistniejący kanał telewizyjny z telenowelami, nadający w Wielkiej Brytanii.
Kanał nadawał od 3 października 1994 do 30 kwietnia 1999 roku od poniedziałku do piątku w godzinach 8:00-0:00, jednak z czasem ten czas skrócono do godzin 12:00-16:00. W 1997 roku kanał przeszedł na satelitę Astra 1B.